# كازين (البوسنة والهرسك)

تسازين هي مدينة وبلدية في شمال غرب البوسنة والهرسك في منطقة بوسانسكا كرايينا، بالقرب من الحدود مع كرواتيا. وهي تقع في كانتون أونا - سانا التابع لاتحاد البوسنة والهرسك. وغالبا ما تسمى البلدية أيضا تسازينسكا كرايينا. وتقع مدينة تسازين على الطريق الرئيسي الذي يربط بيهاتش وفيليكا كلادوشا.

## معرض صور

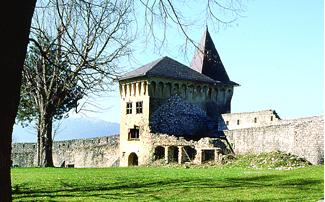
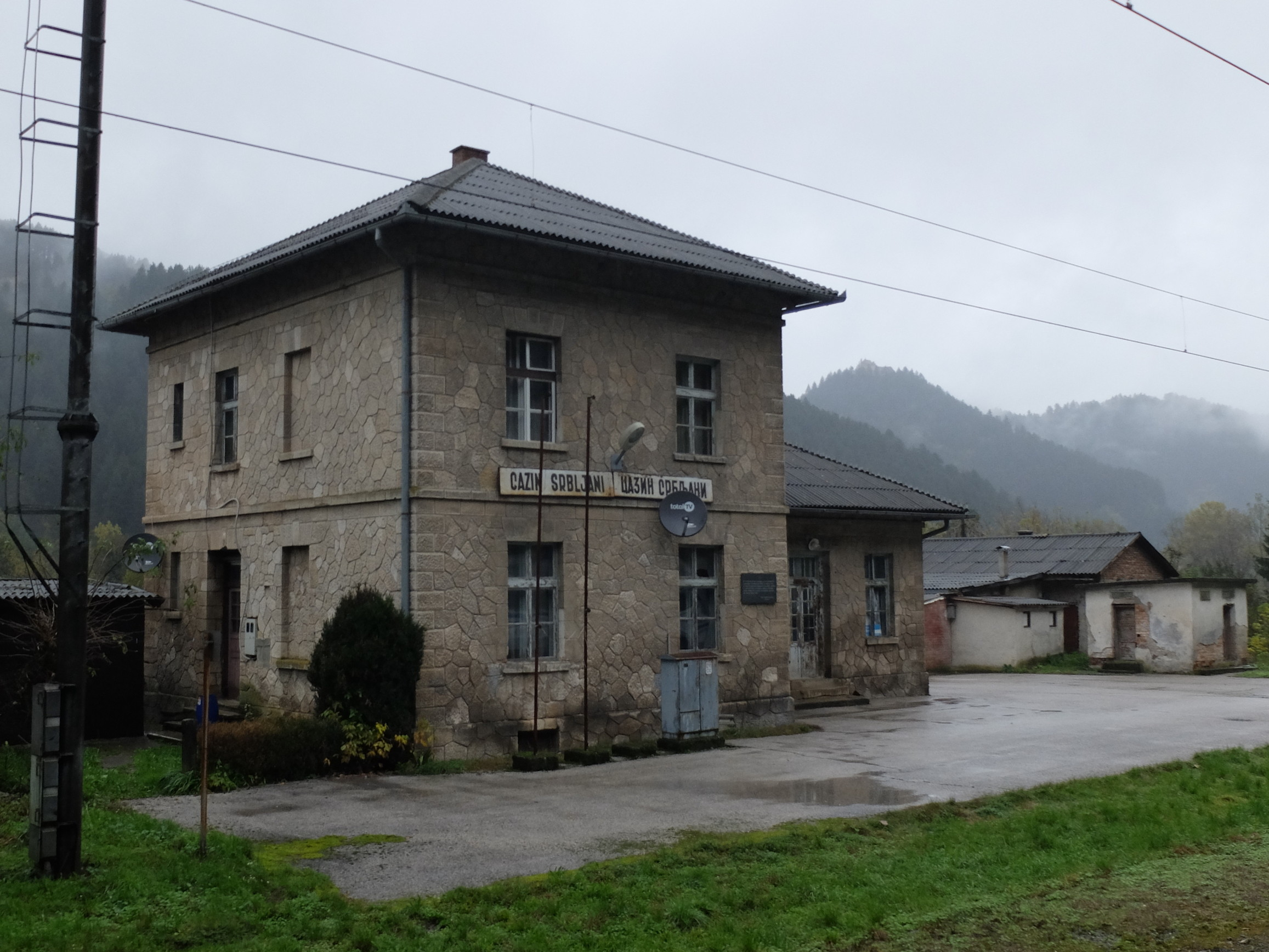
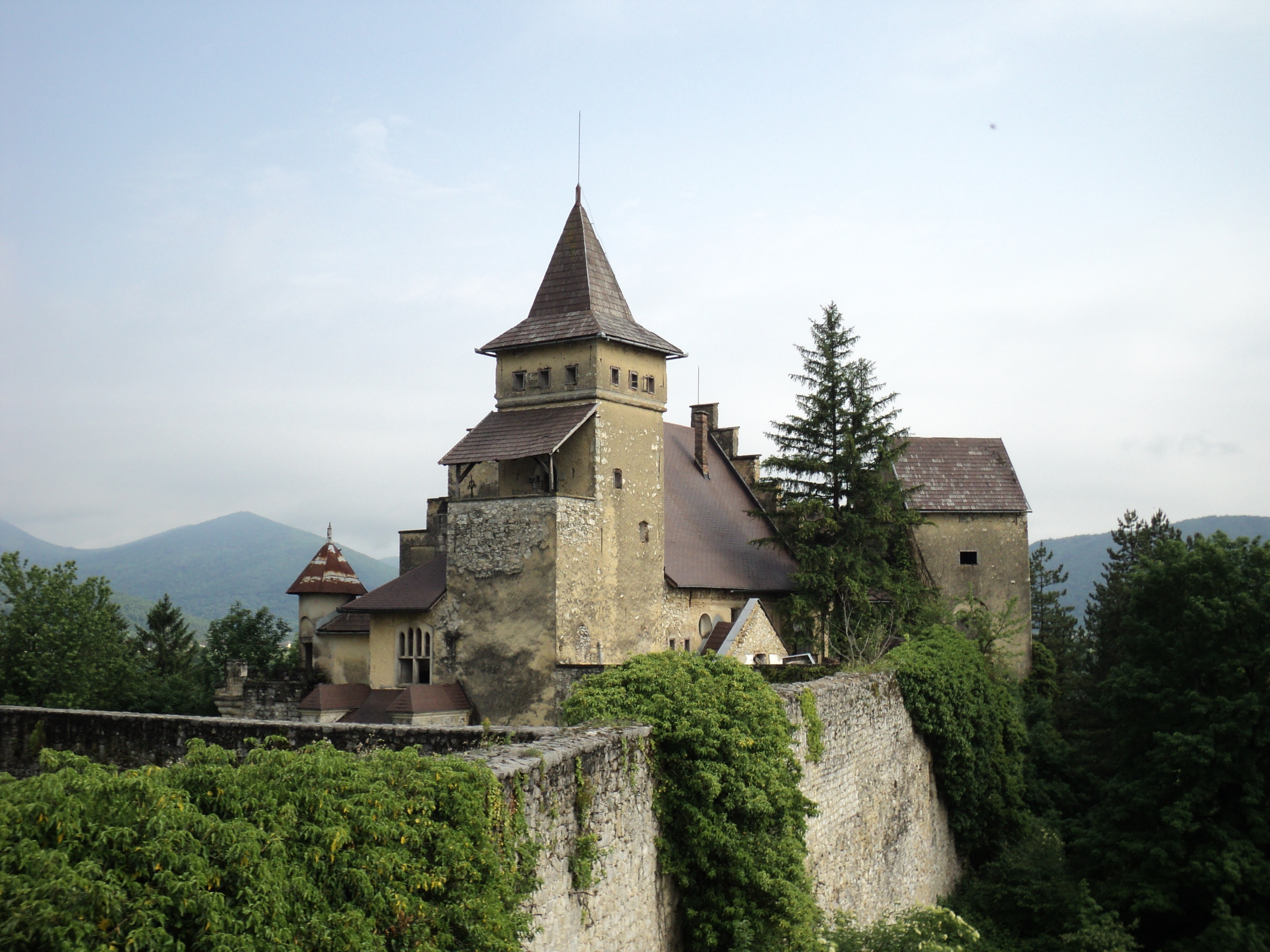
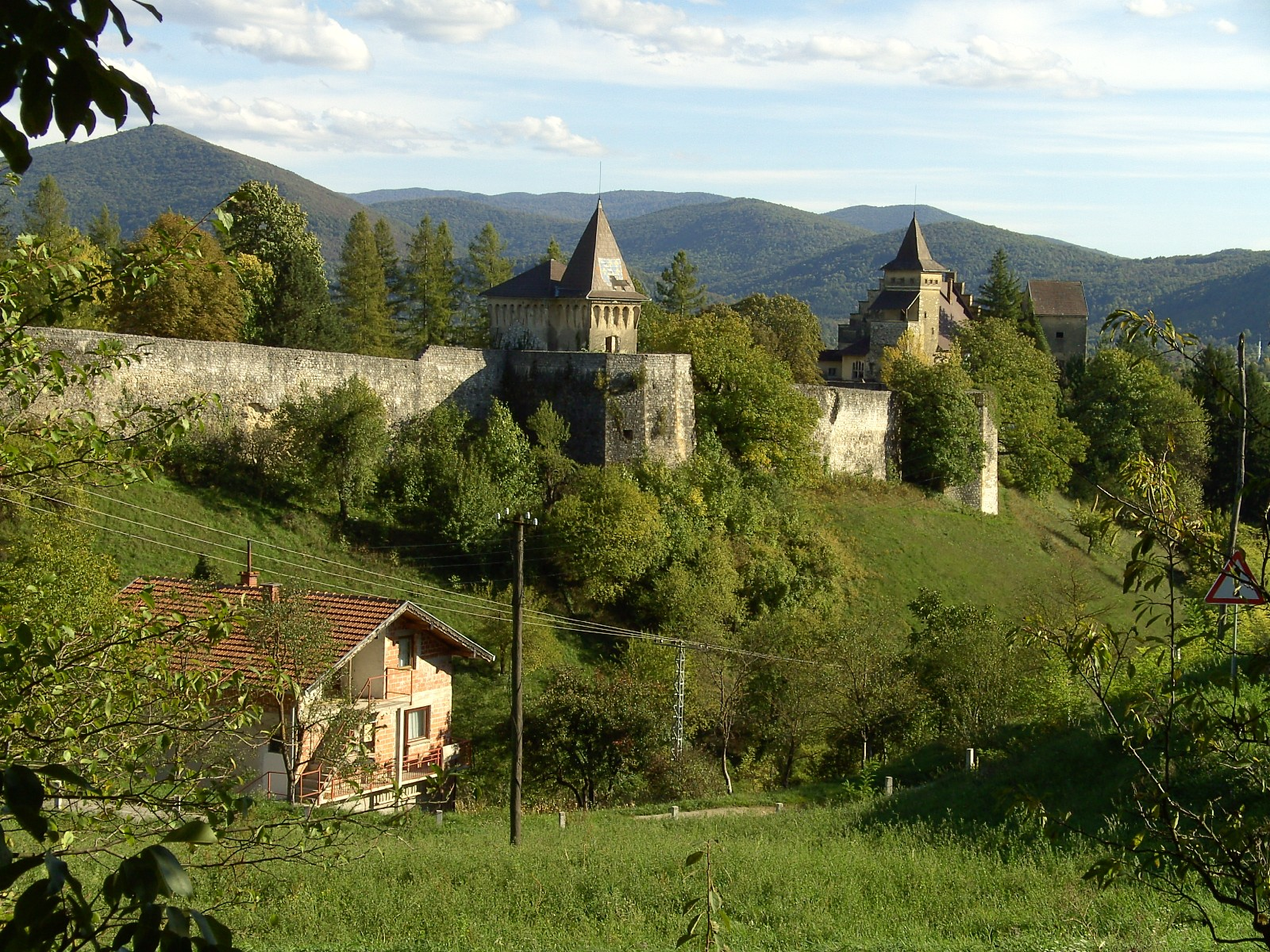

## أعلام
- محمد تورومانوفيتش
- أحمد هادزيباستش
- حمزة شاتاكوفيتش
- نديم دوريتش